# Пеппас, Николас
Николас (Николаос) А. Пеппас (греч. Νικόλαος Α. Πέππας; род. 25 августа 1948 года, Афины, Греция) — инженер-химик в биомедицине.

## Образование и работа
В 1971 году Пеппас получил образование в области химической инженерии в Национальном техническом университете Афин, в 1973 году под руководством Эдварда В. Меррилла окончил Массачусетский технологический институт, впоследствии под руководством Кларка К. Колтона, Кеннета А. Смита и Роберта С. Лиса стал постдокторантом в Центре атеросклероза Массачусетского технологического института.
До 2002 года работал профессором биомедицинской инженерии и химической инженерии в Университете Пердью.
С декабря 2002 года работает в Техасском университете в Остине и является директором Института биоматериалов, доставки лекарственных средств и регенеративной медицины, а также директором Лаборатории биоматериалов, доставки лекарств и бионанотехнологий Департамента химической инженерии и Департамента биомедицинской инженерии Фармацевтического колледжа при Техасском университете.
Пеппас выдвинул теории и вывел уравнения, которые привели к разработке широкого спектра новых систем транспортировки фармацевтических соединений в организме. Например, используя принципы биомедицинской инженерии и новые биомедицинские транспортные теории, Пеппас разработал уравнения, которые описывают фикковскую и нефиковскую диффузию лекарств, пептидов и белков в устройствах с контролируемым высвобождением. «Уравнение Пеппаса» стало стандартным методом анализа фармацевтических составов или систем. Его самые ранние работы также привели к разработке ряда устройств с контролируемым отеком высвобождением для высвобождения маломолекулярных препаратов. Используя моделирование сходства фазовой эрозии и эрозии состояния, он разработал единую модель для всех систем транспортировки фармацевтических соединений в организме. Вместе с тем, он разработал теоретическую основу для анализа транспортировки соединений через биоматериалы (теория Пеппаса-Рейнхарта), ионных гидрогелей (теория Браннона-Пеппаса), и гелеобразных тканевых взаимодействий через тросы (теория Хуана-Пеппы и уравнение Сахлина-Пеппаса).
По мнению научного сообщества, применение его теорий и математических моделей оказало глубокое влияние в области биомедицины. Пеппас и его ученики создали новые муко- и биоадгезивные системы, которые молекулярно взаимодействуют со слизью и тканью и смогли продлить биодоступность белков и пептидов в крови. В результате его работы был запущен ряд биомедицинских полимеров и коммерческих устройств доставки.
В 1975 году Пеппас с помощью метода замораживания-оттаивания разработал новые нетоксичные гидрогели (поливиниловый спирт). Эти гели стали очень успешно используются в суставных хрящах. В 1978 году он разработал те же системы для замены голосовых связок in situ.
В 1979 году его группа впервые использовала гидрогели в транспортировке соединений в организме, включая эпидермальные биоадгезивные системы, системы для высвобождения теофиллина, проксифиллин, дилтиазем и окспренолол.
Пеппас разработал новые технологии пероральных систем доставки инсулина и других белков. Эти устройства высвобождают инсулин перорально, «защищая» инсулин на протяжении всего его движения в желудке, верхней части тонкой кишки и, в конечном итоге, крови, обходя потребность диабетиков в нескольких ежедневных инъекциях. Кроме того, технология была использована для трансмукозальной (пероральной, буккальной) доставки кальцитонина (для лечения остеопороза у женщин в постменопаузе) и интерферона-альфа (для терапии рака), и исследуется на высвобождение интерферона-бета у пациентов со склеротическими заболеваниями.

## Награды
Имеет национальные и международные награды, такие как: премия Кертиса Макгроу 1988 года за лучшие инженерные исследования в возрасте до 40 лет, премия Джорджа Вестингауза 1992 года, премия Маккоя 2000 года от Университета Пердью (второй инженер за 40-летнюю историю премии), премия Sigma Xi Award 2002 года за лучшее исследование от Университета Пердью, в 2005 году получил премию основателей за пожизненный вклад в развитие биоматериалов, в 2008 году — премию Пьера Галлетти, в 2006 году — премию Dow Chemical Engineering Award, в 2007 — Career Excellence Research Award от Техасского университета в Остине (первый инженер в истории премии). В 2008 году был избран Американским институтом инженеров-химиков как один из 100 инженеров современной эпохи. В 2013 году была присуждена премия General Electric Senior Research Award как лучшему инженерному исследователю США.

## Личная жизнь
Николас Пеппас женат на Лизе Брэннон-Пеппас с которой он познакомился в Университете Пердью, где она получала докторскую степень в области химической инженерии. У них двое детей, Кэтрин и Александр. Они проживают в Остине, штат Техас. Внеклассная деятельность Пеппаса включает в себя написание статей об истории химической инженерии, опере, истории и других предметах. Он опубликовал книги и обзорные статьи на эту тему. Его обзор столетия AIChE был опубликован Фондом химического наследия в августе 2008 года. Пеппас также является заядлым коллекционером записей и автором биографий и монографий по опере. В 2008 году вышла книга о греческом теноре Вассо Аргирисе: Великий греческий тенор межвоенных лет.
Он также написал многочисленные биографии об оперных певцах, включая тенора Ла Скала Никола Филакуриди, сопрано Парижской оперы Элен Досия, греческого тенора Майкла Теодора, лирического тенора Антониоса Делендаса, греческого сопрано Рена Гарифаллаки, баса Петроса Хойдаса, тенора Петроса Баксеваноса, тенора Никоса Хациниколау и других.